# Alexis-Henri-Marie Lépicier
Alexis-Henri-Marie Lépicier, O.S.M., francoski rimskokatoliški duhovnik, škof in kardinal, * 28. februar 1863, Vaucouleurs, † 20. maj 1936, Rim.

## Življenjepis
19. septembra 1885 je prejel duhovniško posvečenje.
22. maja 1924 je bil imenovan za naslovnega nadškofa Tarsusa in za uradnika Kongregacije za propagando vere; 29. maja istega leta je prejel škofovsko posvečenje.
19. decembra 1927 je bil povzdignjen v kardinala in imenovan za kardinal-duhovnika S. Susanna.
Med 17. decembrom 1928 in 31. decembrom 1935 je bil prefekt Kongregacije za zadeve verujočih.